# بيتر هيغز
بيتر هيغز (بالإنجليزية: Peter Higgs)‏ (29 مايو 1929 – 8 أبريل 2024) بروفيسور من المملكة المتحدة مختص بفرع الفيزياء النظرية، هو أيضاً بروفيسور سابق في جامعة إدنبرة لمجال الفيزياء النظري وعضو فخري بجمعية ادنبره الملكية (بالإنجليزية: Royal Society of Edinburgh)‏.
اشتهر بيتر أيضاً لاقتراحه في نظرية القوة الكهربائية الضعيفة وعن التناظر المنكسر . يُفسر هيغز أصل الكتلة للجسيمات الأولية عامة وبوزونات W و Z خاصة من خلال آلية هيغز (بالإنجليزية: Higgs Mechanism)‏، الذي ساهم فيه عدد من العلماء غيره، و يُعتبر اقتراحه بخصوص جسيمات هيجز من أهم الاقتراحات الخاصة بفيزياء الجسيمات الأولية.
وأعلن مختبر سرن في 4 يوليو 2012 أنه متأكد بنسبة 99.999% من وجود بوزون هيغز فعلياً. وكان قد تنبأ بيتر هيغز عام 1964 بوجوده في إطار النموذج الفيزيائي القياسي الذي يفترض أن المادة تتكون من جسيمات صغيرة تسمى فرميونات (و تضم كواركات ، ليبتونات) و جسيمات تسمى بوزونات و تتكون القوى أصلاً من البوزونات.
ويُعتقد طبقا لهذه النظرية أن البوزون وهو جسيم أولي افتراضي ثقيل ، تبلغ كتلته نحو 200 مرة كتلة البروتون ، و أنه المسؤول عن اكساب المادة كتلتها عن طريق تفاعلها مع مجال هيغز ، مثل الإلكترون والبروتون والنيوترون وغيرها . وتمكن العلماء من رصده عمليا بنسبة 99.999% بواسطة مصادم الهادرونات الكبير (LHC) الموجود في مختبر سرن حيث تصل فيه سرعة البروتونات إلى سرعة الضوء تقريبا. . تقترح نظرية هيغز أن مجال بوزون هيغز هو السبب في حصول الجسيمات الأولية على كتلتها.
حصل بيتر على جائزة نوبل في الفيزياء يوم 8 أكتوبر 2013 ، مناصفة مع العالم البلجيكي فرنسوا انغليرت ؛ لدورهما في اكتشاف جسيم هيغز المسؤول عن الكتلة الأساسية للمادة.

## الحياة المهنية والبحث
بعد حصوله على الدكتوراه، عُين هيغز زميل أبحاث أول في جامعة إدنبرة (1954-1956). ثم شغل مناصب مختلفة في كلية لندن الإمبراطورية، وكلية لندن الجامعية (حيث أصبح أيضًا محاضرًا مؤقتًا في الرياضيات). عاد إلى جامعة إدنبرة في عام 1960 لتولي منصب محاضر في معهد تايت للفيزياء الرياضية، مما سمح له بالاستقرار في المدينة التي كان يتمتع بها أثناء رحلات الأتوستوب في المرتفعات الغربية كطالب في عام 1949. رُقي إلى رتبة القارئ (أعلى من المدرس لكنها دون الأستاذ مساعد) الأكاديمية وأصبح زميلًا في الجمعية الملكية لإدنبرة في عام 1974 وحصل على كرسي شخصي (وهي الأستاذية الممنوحة تقديرًا للإنجاز الأكاديمي) في الفيزياء النظرية في عام 1980. تقاعد عام 1996 وأصبح أستاذًا فخريًا في جامعة إدنبرة.
انتخِب هيغز زميلًا في الجمعية الملكية في عام 1983 وزميلًا في معهد الفيزياء في عام 1991. حصل على وسام وجائزة رذرفورد عام 1984. حصل على درجة فخرية من جامعة برستل عام 1997. في عام 2008 حصل على الزمالة الفخرية من جامعة سوانسي لعمله في فيزياء الجسيمات.
في إدنبرة أصبح هيغز مهتمًا بالكتلة أولًا، فطور فكرة مفادها أن الجسيمات -التي كانت عديمة الكتلة عندما بدأ الكون- اكتسبت جزءًا من الكتلة بعد ثانية نتيجة للتفاعل مع مجال نظري (والذي عُرف فيما بعد باسم مجال هيغز). افترض هيغز أن هذا المجال تخلل الفضاء، وأعطى كتلة لجميع الجسيمات دون الذرية الأولية التي تفاعلت معه.
تفترض آلية هيغز وجود مجال هيغز الذي يمنح الكتلة للكوارك واللبتون. لكن هذا يسبب جزءًا صغيرًا فقط من كتل الجسيمات دون الذرية الأخرى، مثل البروتونات والنيوترونات. في هذه الحالة، جسيمات الغلوون التي تربط الكوارك معًا تضفي معظم كتلة الجسيمات.
جاء الأساس الأصلي لعمل هيغز من المُنظر الياباني المولّد والحائز على جائزة نوبل يويتشيرو نامبو من جامعة شيكاغو. اقترح البروفيسور نامبو نظرية تعرف باسم كسر التناظر التلقائي بناءً على ما كان معروفًا بحدوث الموصلية الفائقة في المادة المكثفة، لكن النظرية تنبأت بالجسيمات عديمة الكتلة (نظرية غولدستون)، وهو تنبؤ خاطئ بشكل واضح.
يقال إن هيغز طور الأساسيات الأساسية لنظريته بعد عودته إلى شقته في مدينة إدنبرة الجديدة من رحلة تخييم فاشلة في عطلة نهاية الأسبوع إلى هايلاند. وذكر أنه ليس «للحظة يوريكا» دور في تطوير النظرية. كتب ورقة بحثية قصيرة تستغل ثغرة في نظرية غولدستون (لا يجب أن تظهر جسيمات غولدستون عديمة الكتلة عند كسر التناظر التلقائي في النظرية النسبية) ونشرها في فيزكس ليترز، وهي مجلة فيزياء أوروبية تُحرر في سِرن، في سويسرا، في عام 1964.
كتب هيغز ورقة ثانية تصف نموذجًا نظريًا (يسمى الآن آلية هيغز)، ولكن الورقة رُفضت (اعتبرها محررو فيزكس ليترز أنها «ليست ذات صلة واضحة بالفيزياء»). كتب هيغز فقرة إضافية وأرسل ورقته البحثية إلى مجلة فيزكال ريفيو ليترز، وهي مجلة فيزيائية رائدة أخرى، والتي نشرتها لاحقًا في عام 1964. تنبأت هذه الورقة ببوزون صفري مغزلي جديد ضخم (يُعرف الآن باسم بوزون هيغز). توصل فيزيائيون آخرون، روبرت بروت، وفرانسوا إنغليرت، وجيرالد غيورلنيك، وسي. آر. هاغن، وتوم كيبل إلى استنتاجات مماثلة في نفس الوقت تقريبًا. في النسخة المنشورة يقتبس هيغز من بروت وإنغليرت أما الورقة الثالثة فمقتبسة من الورقات السابقة. اعترِف بالأوراق الثلاثة التي كتبها هيغز، وغيورلنيك، وهاغن، وكيبل، وإنغليرت حول اكتشاف البوزون باعتبارها أوراقًا بارزة أثناء احتفال مجلة فيزكال ريفيو ليترز بمرور 50 عامًا. بينما اتخذت كل من هذه الأوراق الشهيرة مناهج مماثلة، فإن المساهمات والاختلافات بين أوراق كسر التناظر التلقائي في مجلة فيزكال ريفيو ليترز لعام 1964 جديرة بالملاحظة. وقد اقترح فيليب أندرسون الآلية في عام 1962 على الرغم من أنه لم يتضمن نموذجًا نسبيًا حاسمًا.
في 4 يوليو 2012 أعلنت سِرن أن تجربتي أطلس ولولب مركب للميون، قد شهدتا مؤشرات قوية لوجود جسيم جديد، والذي يمكن أن يكون بوزون هيغز، في منطقة الكتلة نحو 126 جيجا إلكترون فولت. وفي حديثه في الندوة في جنيف، علق هيغز «إنه أمر لا يصدق حقًا أنه حدث في حياتي». ومن المفارقات، أن هذا التأكيد المحتمل لبوزون هيغز حدث في نفس المكان الذي رفض فيه محرر مجلة فيزكس ليترز ورقة هيغز.

## الجوائز والتكريم
حصل هيغز على العديد من الأوسمة من بينها:

### مركز هيغز للفيزياء النظرية
في 6 يوليو 2012 أعلنت جامعة إدنبرة عن مركز جديد سمي على اسم البروفيسور هيغز لدعم البحث المستقبلي في الفيزياء النظرية. يجمع مركز هيغز للفيزياء النظرية العلماء من جميع أنحاء العالم للبحث عن «فهم أعمق لكيفية عمل الكون». يقع المركز حاليًا داخل مبنى جيمس كليرك ماكسويل، موطن كلية الفيزياء وعلم الفلك بالجامعة وفريق آي جي إي إم 2015. أنشأت الجامعة أيضًا كرسيًا للفيزياء النظرية باسم بيتر هيغز.

### جائزة نوبل في الفيزياء
في 8 أكتوبر 2013 أُعلِن عن تقاسم كل من بيتر هيغز وفرانسوا إنغليرت لجائزة نوبل في الفيزياء لعام 2013 «للاكتشاف النظري لآلية تساهم في فهمنا لأصل كتلة الجسيمات دون الذرية»، والتي جرى تأكيدها مؤخرًا من خلال اكتشاف الجسيم الأساسي المتوقع، من خلال تجربتي أطلس ولولب مركب للميون في مصادم الهدرونات الكبير التابع لسِرن. ويعترف هيغز بأنه خرج لتجنب اهتمام وسائل الإعلام، وعَلِم بحصوله على الجائزة من أحد الجيران السابقين وهو في طريقه إلى منزله، لأنه لم يكن يملك هاتفًا محمولًا.

## الوفاة
توفي بيتر هيغز في 8 أبريل 2024 عن عمر ناهز الرابعة والتسعين.

## اقرأ أيضا
- جسيم أولي
- القوى الأساسية
- بوزون هيغز

## روابط خارجية
- بيتر هيغز على موقع IMDb (الإنجليزية)
- بيتر هيغز على موقع الموسوعة البريطانية (الإنجليزية)
- بيتر هيغز على موقع مونزينجر (الألمانية)
- بيتر هيغز على موقع إن إن دي بي (الإنجليزية)
- بيتر هيغز على موقع قاعدة بيانات الفيلم (الإنجليزية)